# Gravier de Gargantua (Port-Mort)
Pour les articles homonymes, voir Gravier de Gargantua.
Le gravier de Gargantua est un menhir situé sur la commune de Port-Mort dans le département de l’Eure en France.

## Localisation
Le mégalithe est situé au bord de la route départementale 313 au nord-ouest de la commune de Port-Mort.

## Description
Le Gravier de Gargantua est un bloc de calcaire sénonien haut de 3,50 m sur une largeur de 2,50 m et 0,70 m d’épaisseur. Il était plus haut autrefois mais il fut brisé en deux lors de son déplacement au XIXe siècle et le tronçon enterré d’un mètre de haut fut laissé en place.

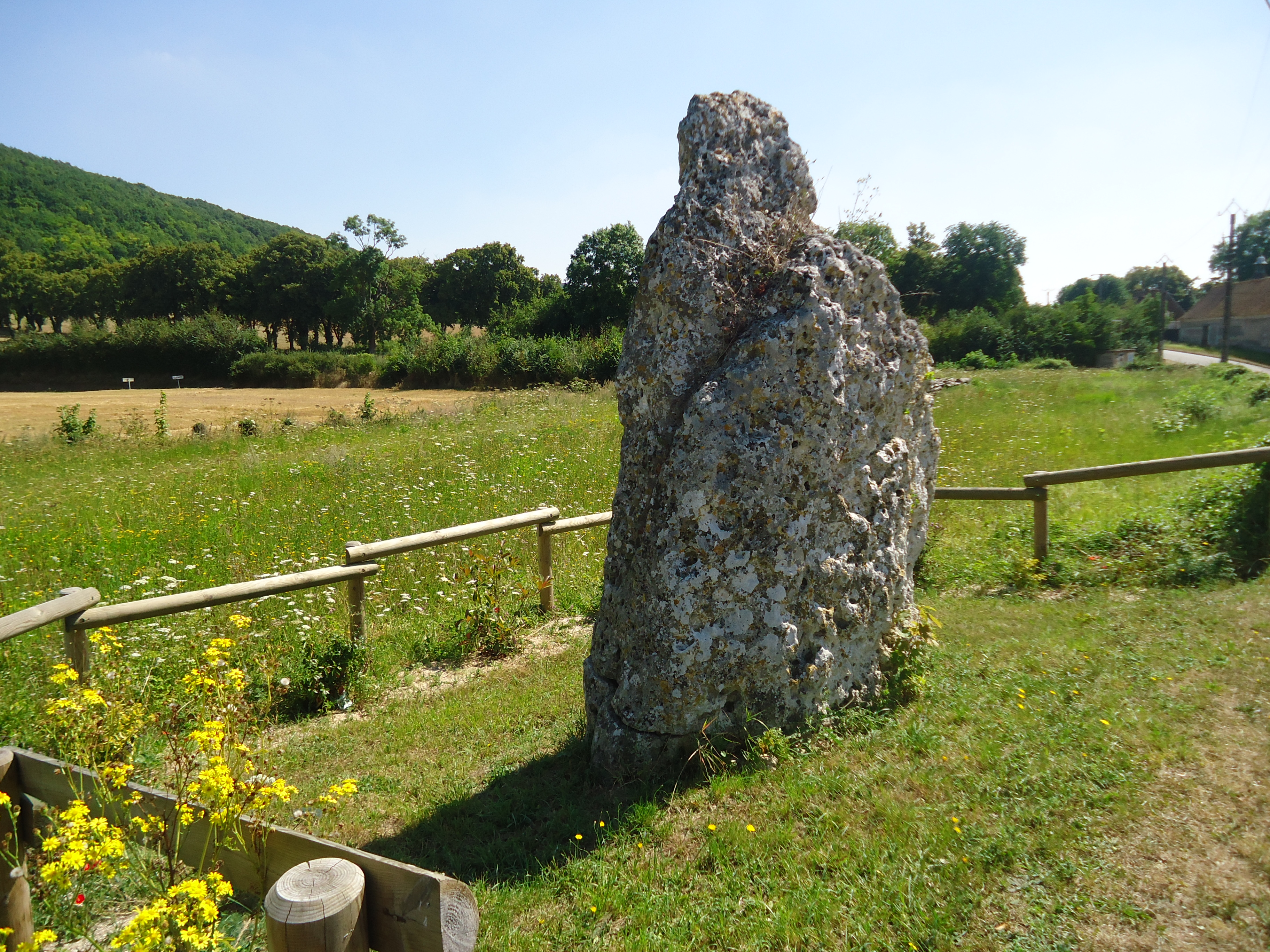
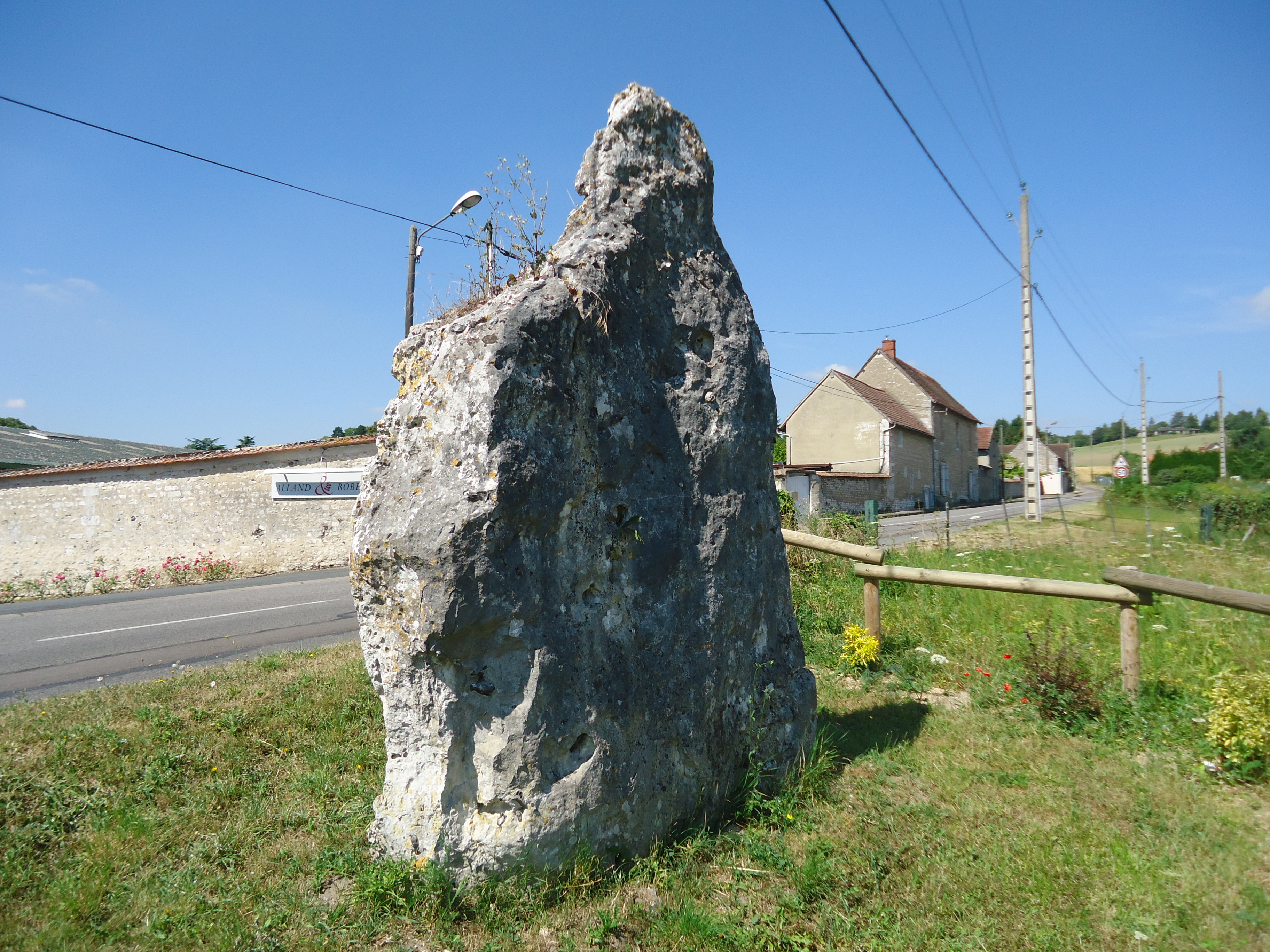
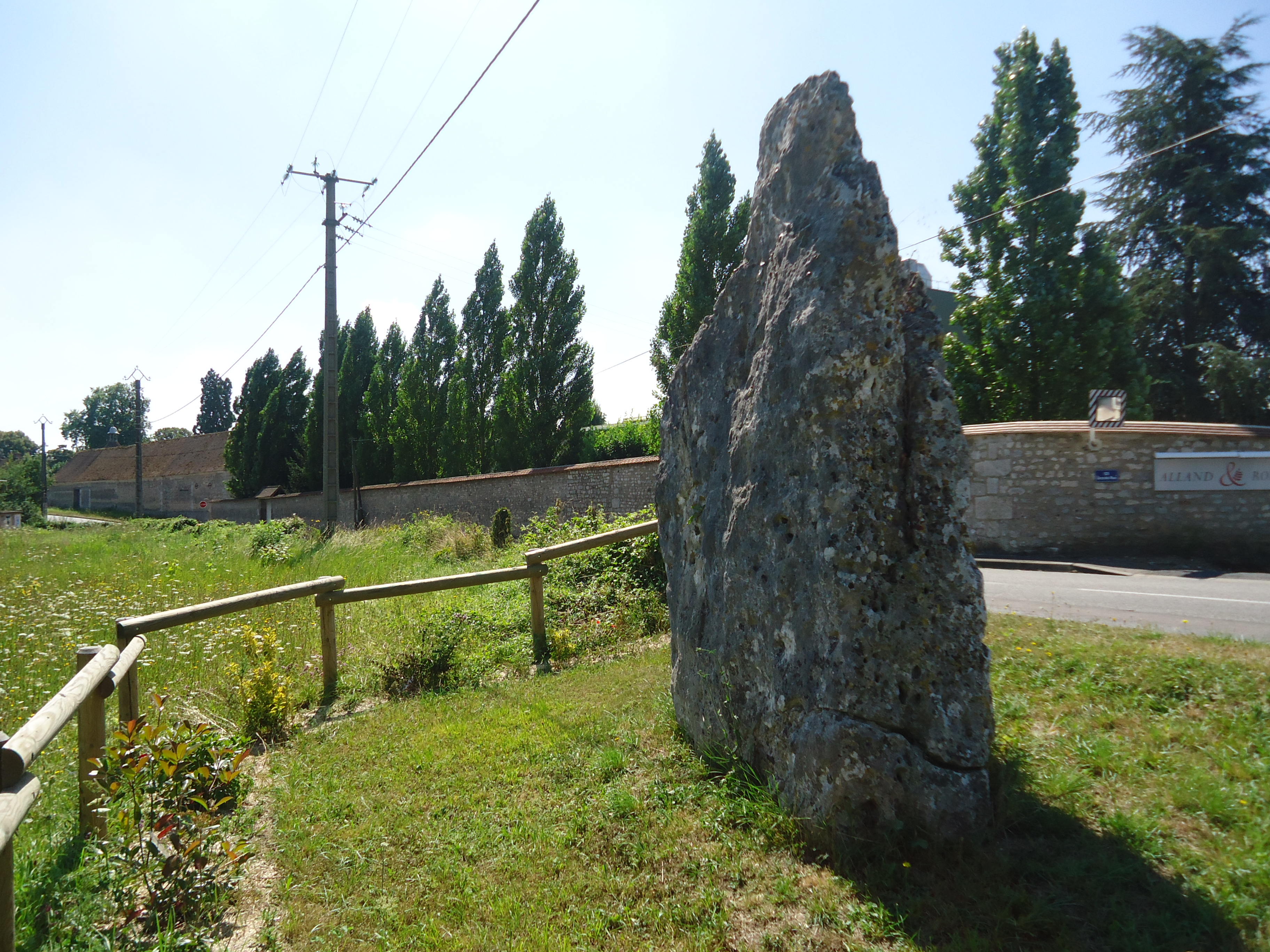

## Historique
Le monument date du Néolithique. Quelques haches polies ou taillées pour le polissage ont été trouvées à Port-Mort.
Auguste Le Prévost est le premier à mentionner ce monument en 1832 qu’il décrit comme « un menhir conique de dix pieds de hauteur environ, et de cinq à six de largeur à sa base ». En 1879, le vicomte de Pulligny raconte la mésaventure subie par le mégalithe lors de son déplacement : 
« Certes, le passage de la route de Pressagny était d’une utilité générale ; mais il eût été si simple de dévier cette voie de quelques mètres, et de respecter ainsi un édifice remontant à plusieurs milliers d’années. Non-seulement on l’a déplacé, mais encore il a été mutilé. L’ouvrier chargé du travail moyennant 150 francs a trouvé, dit-on, un moyen très ingénieux de gagner cette somme dans une seule journée. Il a tranché le monolithe au ras du sol, et, laissant sous terre un tronçon d’un mètre, il a pu sans peine transporter ce qui restait. [...] 

Nous voulons encore ici adresser nos sincères remerciements à notre excellent voisin et ami, le marquis de Graville, frère du propriétaire de ce menhir, qui a pu atténuer les rigueurs de l’administration et obtenir que le monolithe déplacé fût planté dans sa primitive orientation. »
Dans son Inventaire des menhirs et dolmens de France : Eure publié en 1896, Léon Coutil ajoute que M. De Graville a également fait « réparer les angles inférieurs ».
Le menhir est finalement classé au titre des monuments historiques par arrêté du 10 janvier 1923 le protégeant ainsi d’autres destructions.

## Légendes
Les légendes sur l’origine de ce mégalithe sont nombreuses. Par analogie avec ce qui a déjà été observé dans le Morbihan, Léon Coutil y voit une borne signalant la présence d’un dolmen à proximité à l’emplacement de ce qui deviendra le Tombeau de Saint-Ethbin. D’autres justifications utilitaires ont été proposées. Le menhir aurait pu indiquer la présence d’un gué proche pour pouvoir traverser la Seine. D’autres y voient la limite entre le royaume de France et le duché de Normandie au Moyen Âge.

Mais comme son nom l’indique, plusieurs légendes attribuent au géant Gargantua la création de ce menhir, mais ce nom de Gargantua n'est pas antérieur au XVIe siècle et a été popularisé par Rabelais. En 1832, Auguste Le Prévost en raconte la première version entendue sur place dans sa Notice historique et archéologique sur le département de l’Eure : 
« Lorsque Gargantua construisit la Côte Frileuse située près de là, il se sentit incommodé par un gravier qui s’était glissé dans son sabot et qui n’était autre chose que cette énorme pierre. Ayant été obligé d’interrompre son travail pour l’extraire, il jugea à propos de la déposer dans l’endroit où on la voit encore aujourd’hui, plutôt que de l’employer dans sa construction. »

La version rapportée par le vicomte de Pulligny est légèrement différente : 
« Gargantua et son père Grangousier, étant un jour en une hôtellerie de la « tant yolie ville » de Mantes, de hardis voleurs enlevèrent leurs chevaux, se sauvant par le chemin qui, côtoyant la Seine, mène de cette ville aux Andelys. Nos voyageurs faisaient donc « grand haste » pour rejoindre les larrons, lorsqu’arrivés au pays de Port-Mort, non loin de Pressagny-l’Orgueilleux, Gargantua se trouva tout à coup « bien empesché », il s’assit au bord de la route et ayant détaché son soulier, il en retira cette pierre qu’il jeta en ce lieu au grand « esbahissement » des gens de Panilleuse qui revenaient du marché. »
La version commune du gravier s'étant pris dans la chaussure de Gargantua qui l'enlève ensuite, se retrouve au moins dans trois autres endroits en France, à savoir à Croth dans le même département où existe également un gravier de Gargantua, ainsi qu'à La Turballe en Loire-Atlantique et au hameau de la Roche à Goury sur l'ancienne commune d'Auderville (Manche), où il ne s'agit plus cette fois d'un menhir, mais d'un gros rocher naturel. Il en existe aussi au moins une version en Écosse avec la Clochoderick stone dans le Renfrewshire où le nom de Gargantua fait place à celui générique de géant.